# Contea di Richmond (Carolina del Nord)
La contea di Richmond (in inglese Richmond County) è una contea dello Stato della Carolina del Nord, negli Stati Uniti. La popolazione al censimento del 2000 era di 46 564 abitanti. Il capoluogo di contea è Rockingham.